# Laurent Aké Assi
Laurent Aké Assi (* 10. August 1931 in Agboville; † 14. Januar 2014 in Abidjan) war ein ivorischer Botaniker. Sein offizielles botanisches Autorenkürzel lautet „Aké Assi“.

## Leben
Aufgewachsen als Sohn eines Försters, kam er als Feldassistent und Dolmetscher in Kontakt mit dem französischen Botaniker George Marie Mangenot. Nach Studien in Paris am Muséum national d’histoire naturelle und an der Sorbonne kehrte er nach Verteidigung seiner Doktorarbeit im Jahr 1961 in die Elfenbeinküste zurück. Er lehrte Botanik an der École forestière du Banco d'Abidjan, gründete den Botanischen Garten der Université de Cocody und das Herbar des Centre National Floristique. Seine "Flore de la Côte d'Ivoire" erschien in den Jahren 2001 und 2002 in zwei Bänden.

## Nach Aké Assi benannte Taxa
Die Gattung Akeassia J.-P.Lebrun & Stork 1993 aus der Familie der Korbblütler (Asteraceae), die Arten Borassus akeassii (Arecaceae), Crotonogynopsis akeassii (Euphorbiaceae), Pandanus akeassii (Pandanaceae), Pavetta akeassii (Rubiaceae), Tristemma akeassii (Melastomataceae) sowie die Unterart Amorphophallus abyssinicus subsp. akeassii (Araceae) und die Varietät Salacia columna var. akeassii sind nach Laurent Aké Assi benannt. Auch der Gattungsname Assidora A.Chev. 1948 in der Familie der Rötegewächse (Rubiaceae) wurde nach Laurent Ake Assi gewählt.